# Wakama
Wakama foi um navio cargueiro alemão afundado na costa do Rio de Janeiro em fevereiro de 1940.

## Antecedentes
Desde o início da Segunda Guerra Mundial, os navios mercantes da marinha alemã tiveram restritas suas operações devido, em grande parte, à vigilância da Marinha Real Britânica. Muitas embarcações, no entanto, se encontravam atracadas em portos neutros muito antes do início do conflito. Algumas tentaram romper o bloqueio e, apesar de uma parte delas obter êxito, outras foram afundadas em alto mar pelos vasos de guerra franceses e britânicos, ou foram por fim afundadas por sua própria tripulação seguindo a orientação do almirantado alemão de que, não podendo a embarcação escapar, também não deveria ser tomada pelo inimigo.

## Atracamento no Brasil
O Wakama chegou ao porto do Rio de Janeiro em 27 de agosto de 1939, cinco dias antes do começo oficial da guerra. Permaneceu atracado até o dia 11 de fevereiro de 1940, quando a tripulação decidiu tentar burlar o bloqueio. Com deslocamento de 3 771 toneladas, partiu com uma carga de 5 000 t de itens gerais, incluindo 20 000 caixas de banha e grande quantidade de arroz e minérios de ferro.

## Afundamento
Em 12 de fevereiro, pouco tempo depois de abandonar o porto, e quando já se encontrava à altura de Cabo Frio, o navio começou a emitir desesperados sinais de SOS, para, instantes depois, silenciar. A mensagem foi recolhida pela estação de rádio do Farol de São Tomé, que a retransmitiu às autoridades. Vários navios, enquanto isso, dirigiram-se ao local de onde teria partido o sinal, nada encontrando. Especulou-se a princípio que o navio teria sido afundado pelo cruzador britânico HMS Hawkins (D86), que ancorara no Rio de Janeiro dias antes.
O Wakama, na verdade, fora interceptado por uma aeronave de patrulha do cruzador HMS Dorsetshire (40). Ao ser ordenado que parasse, seus tripulantes incendiaram o navio e o abandonaram. A embarcação britânica recolheu, em seguida, os 10 oficiais e 36 marinheiros.